# Arra
Arra é uma vila no distrito de Puruliya, no estado indiano de West Bengal.

## Demografia
Segundo o censo de 2001, Arra tinha uma população de 19 911 habitantes. Os indivíduos do sexo masculino constituem 52% da população e os do sexo feminino 48%. Arra tem uma taxa de literacia de 66%, superior à média nacional de 59,5%; com 59% para o sexo masculino e 41% para o sexo feminino. 12% da população está abaixo dos 6 anos de idade.